# Simone Peterzano
Simone Peterzano (Velence, 1535 – Milánó, 1599) itáliai festő az ellenreformáció idején, Caravaggio mestere.

## Élete
Van némi bizonytalanság Peterzano, a bergamói származású Francesco di Maffeo fia szülőhelyével kapcsolatban, de általában Velencét tekintik szülőhelyének.  Maga Peterzano sem tisztázza ezt a dilemmát, egyes írásaiban szerette magát bergamóiként, másokban velenceiként aláírni. Bizonyos, hogy a velencei lagúna városában nagyon fiatalon Tiziano Vecellio tanítványa volt, és huszonnégy vagy huszonöt éves koráig nála is maradt.
Leginkább arról ismert, hogy Caravaggio mestere volt mint a kései lombard manierizmus egyik képviselője.
A velencei Tiziano tanítványa (amint azt a festményeihez mellékelt aláírásokból tudjuk), Peterzano a milánói színtéren a San Maurizio al Monastero Maggiore-templom (1573) homlokzatának freskóival jelent meg, amelyekről lerí velencei iskolája, különösen Paolo Veronese és Tintoretto művészetének hatása. Ugyanebben az évben a művész két mozgalmas vásznat festett Szent Pál és Szent Barnabás történeteivel szintén a milánói San Barnaba-templomnak. A gyönyörű Pietà, amelyet most San Fedele és Pünkösd, korábban a San Paolo Converso és ma a Sant'Eufemia-bazilika őriz, szintén erre az időszakra nyúlik vissza.

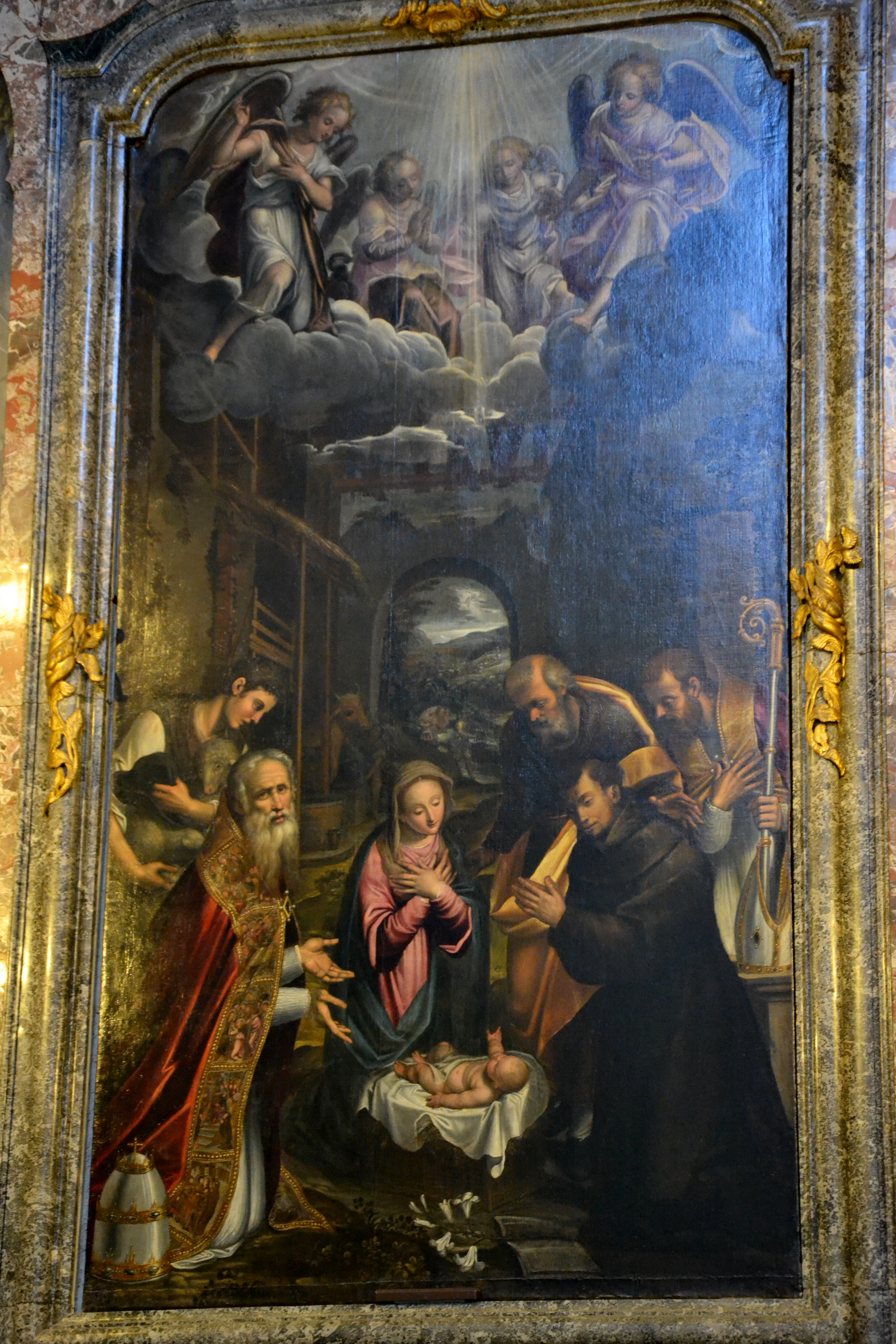
Jézus születése Szent Antallal, Giovanni XIV Canepanovával és Ippolito de Rossival, Santa Maria di Canepanova templom

1578 és 1582 között Peterzano gazdag és pazar kromatizmussal festette művészetének egyik csúcsát, a Certosa di Garegnano presbitériumának és kórusának freskóit, amelyekben a velencei iskola ötvöződik a milánói egyháziak által megkövetelt magasztossággal és komolysággal Borromei Szent Károly évei alatt festett Jézus születése szentek és angyalok társaságában, a paviai Santa Maria di Canepanova templomban .
Legfrissebb, hideg és aszketikus monumentalitással jellemezhető művei között szerepel a Páduai Szent Antal történetei című freskón, a milánói Sant'Angelo-templom számára, az oltárkép a Madonna a Gyermekkel Szent Benedek, Mauro, Jusztina és Katalin között. a bioggiói San Maurizio-plébániatemplom (Ticino kanton) és a Szent Ambrus Szent Gyárfás és Protáz szentek között oltár kép (1592), amely egykor a milánói székesegyházban volt, most pedig az Ambrosiana Pinacoteca őrzi.

## Művei

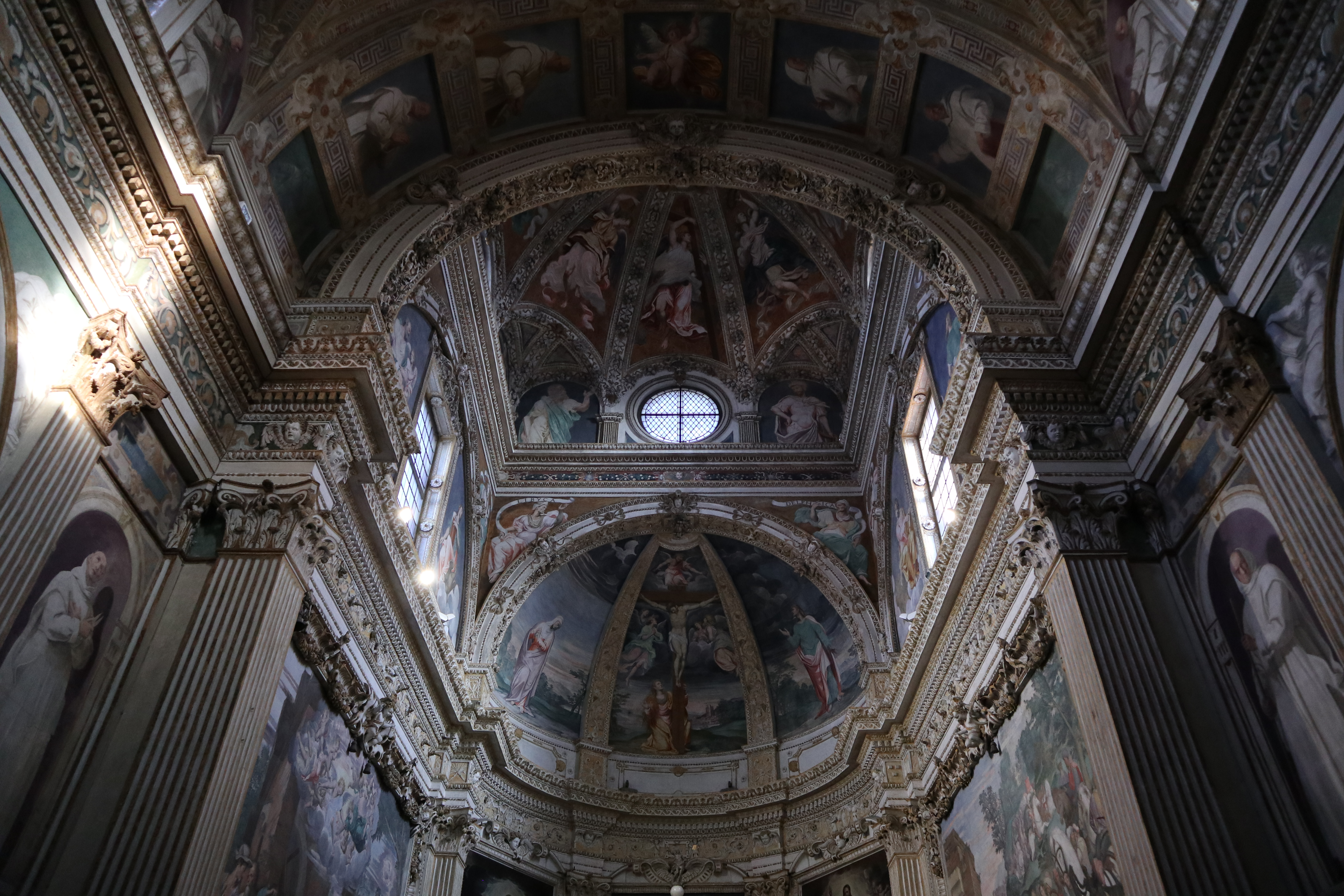
A Garegnanói karthauzi kolostor presbitériumának boltozatai

- Az szemközti homlokzat freskói, San Maurizio al Monastero Maggiore templom, 1573
- A Szent Barnabás és Szent Pál történetei, Szent Barnabás-templom, 1573
- Freskók a presbitériumban, Garegnanói karthauzi kolostor, 1578
- Jézus születése szentekkel és angyalokkal, Santa Maria di Canepanova templom, Pavia .
- Pietà, San Fedele-templom, Milánó
- Pünkösdi bazilika, Sant'Eufemia, Milánó
- Páduai Szent Antal történetei a milánói Sant'Angelo templomban
- Angelica beleszeret Medoróba, ismeretlen dátummal, magángyűjtemény
- Krisztus sírba tétele, 1584, San Giorgio-templom, Bernate Ticino
- A Zene allegóriája, 1579–1580, magángyűjtemény, olaj, vászon, (124,5 x 99 cm)[8]

## Bibliográfia
- Mina Gregori, Simone Peterzano velenceiességéről, művészeti dokumentumban, 1992. 6, pp. 263–269.
- Ernst Gombrich, Festészet és festők szótára, Einaudi Editore, 1997
- Simone Peterzano és Caravaggio, a Longhi Alapítvány szerkesztésében (a "Peterzano és Caravaggio: egy találkozási lehetőség" című tanulmányi nap folyamata, Firenze, 2002), Paragone, 53, 2002, különkiadás
- Maria Teresa Fiorio, Simone Peterzano: a képi ciklus a presbitériumban, a milánói La Certosa di Garegnanóban, 2003, Milánó, 80–89. o.
- Enrico Maria Dal Pozzolo, Az első Peterzano, Velencében XVI. század, XXII. Év, n. 49, 2012, 117–185. o.
- Enrico Maria Dal Pozzolo. L'allegoria della musica di Simone Peterzano. Polistampa (2013)
- Gianmario Petrò. I Peterzani tra Bergamo, Venezia e Milano, Documenti bergamaschi. Atti dell'Ateneo di scienze, lettere ed arti di Bergamo, 31–80. o. (2014)
- Maria Cristina Terzaghi, PETERZANO, Simone, az Olaszok életrajzi szótárában, vol. 82., Róma, az Olasz Enciklopédia Intézete  2015. Letöltve: 2016. február 11.

## Egyéb projektek
- Wikimedia Commons tartalmaz képeket és más fájlokat Simone Peterzano